# Jezioro Czarnoleskie
Jezioro Czarnoleskie – jezioro położone na Kociewiu na obszarze Pojezierza Starogardzkiego (powiat starogardzki, województwo pomorskie) w kierunku północno-wschodnim od Skórcza o powierzchni 45,9 ha.